# Jüdischer Friedhof (Mackenheim)

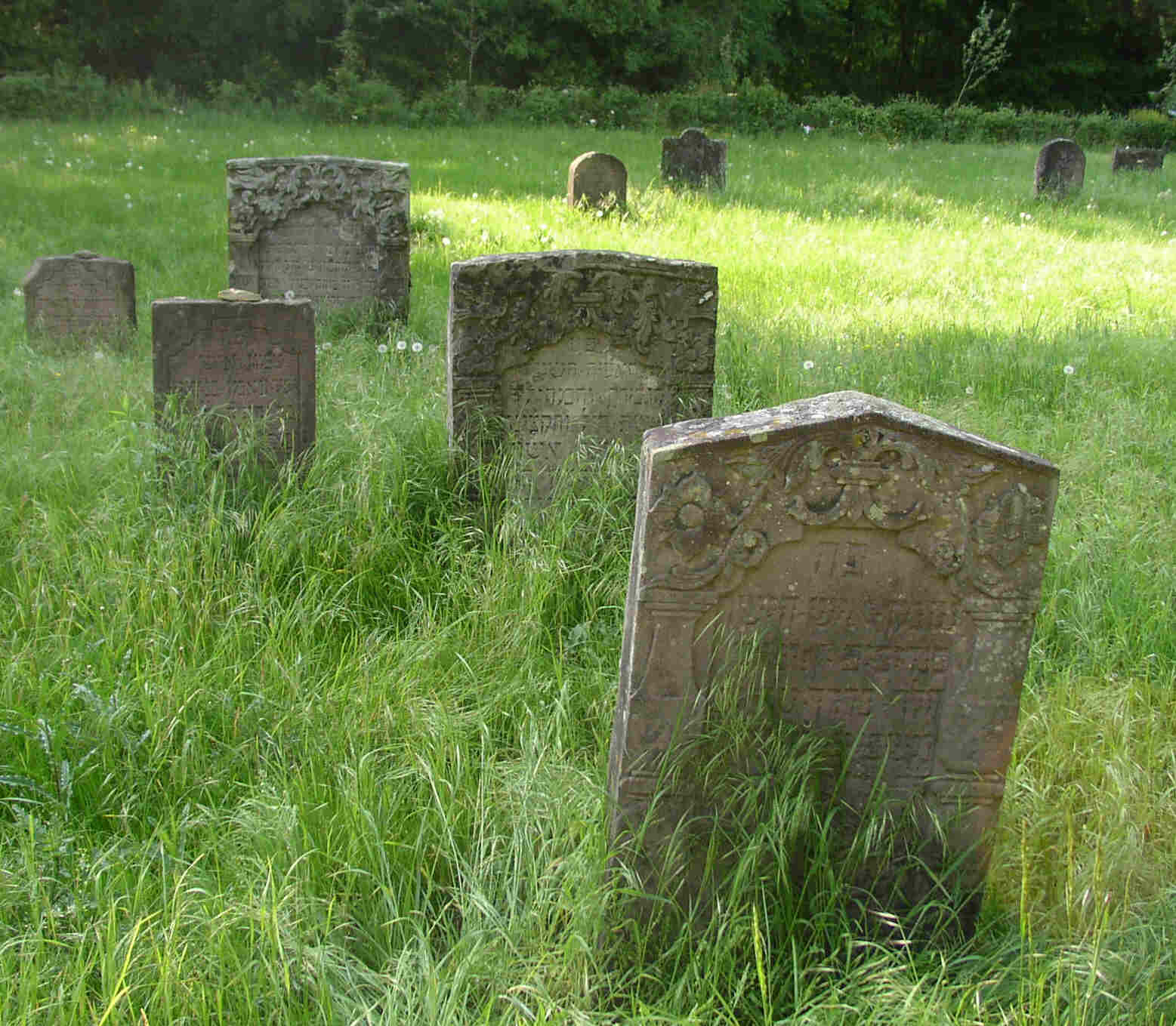
Jüdischer Friedhof Mackenheim

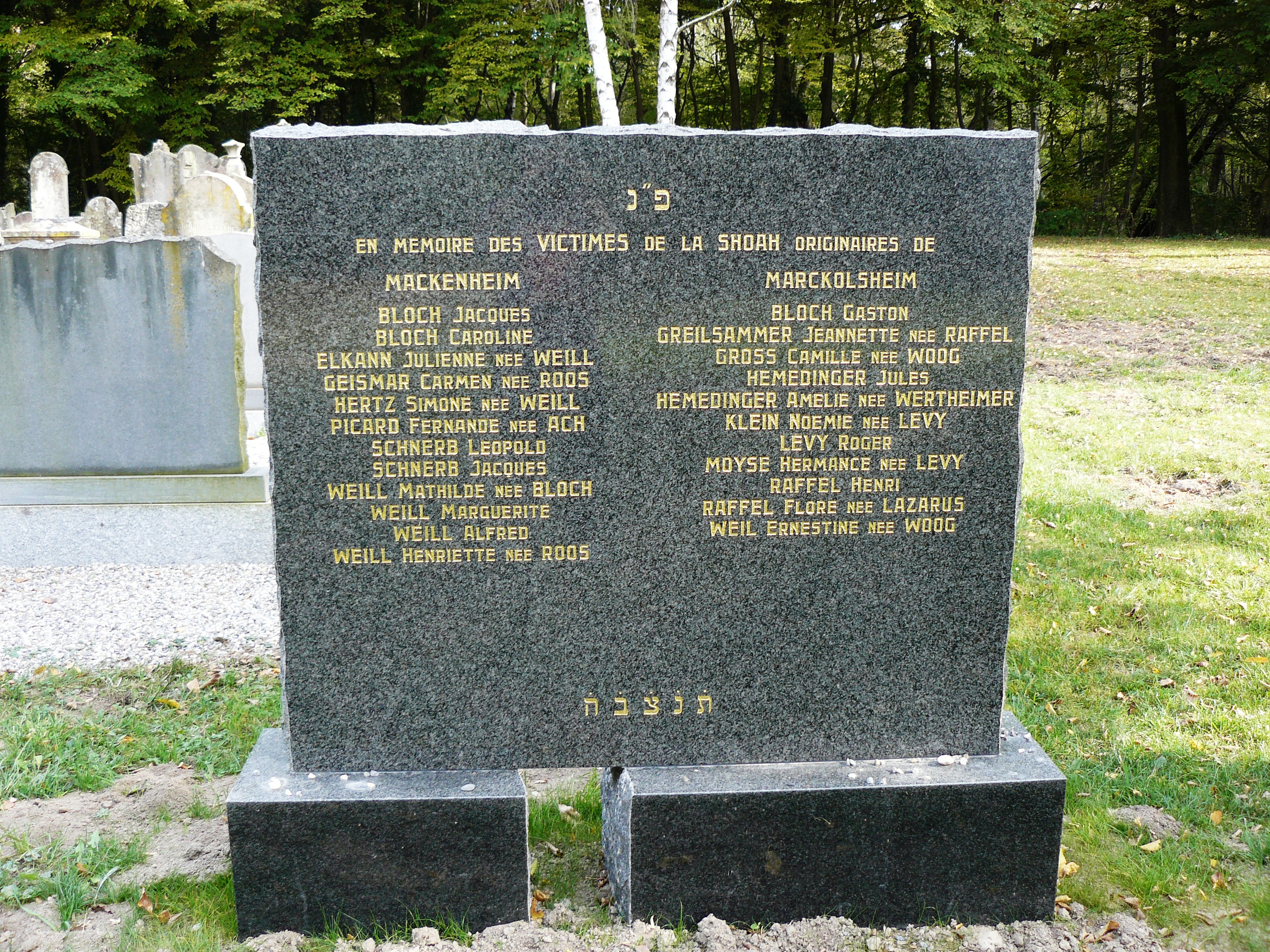
Gedenkstein für die Opfer des Holocaust

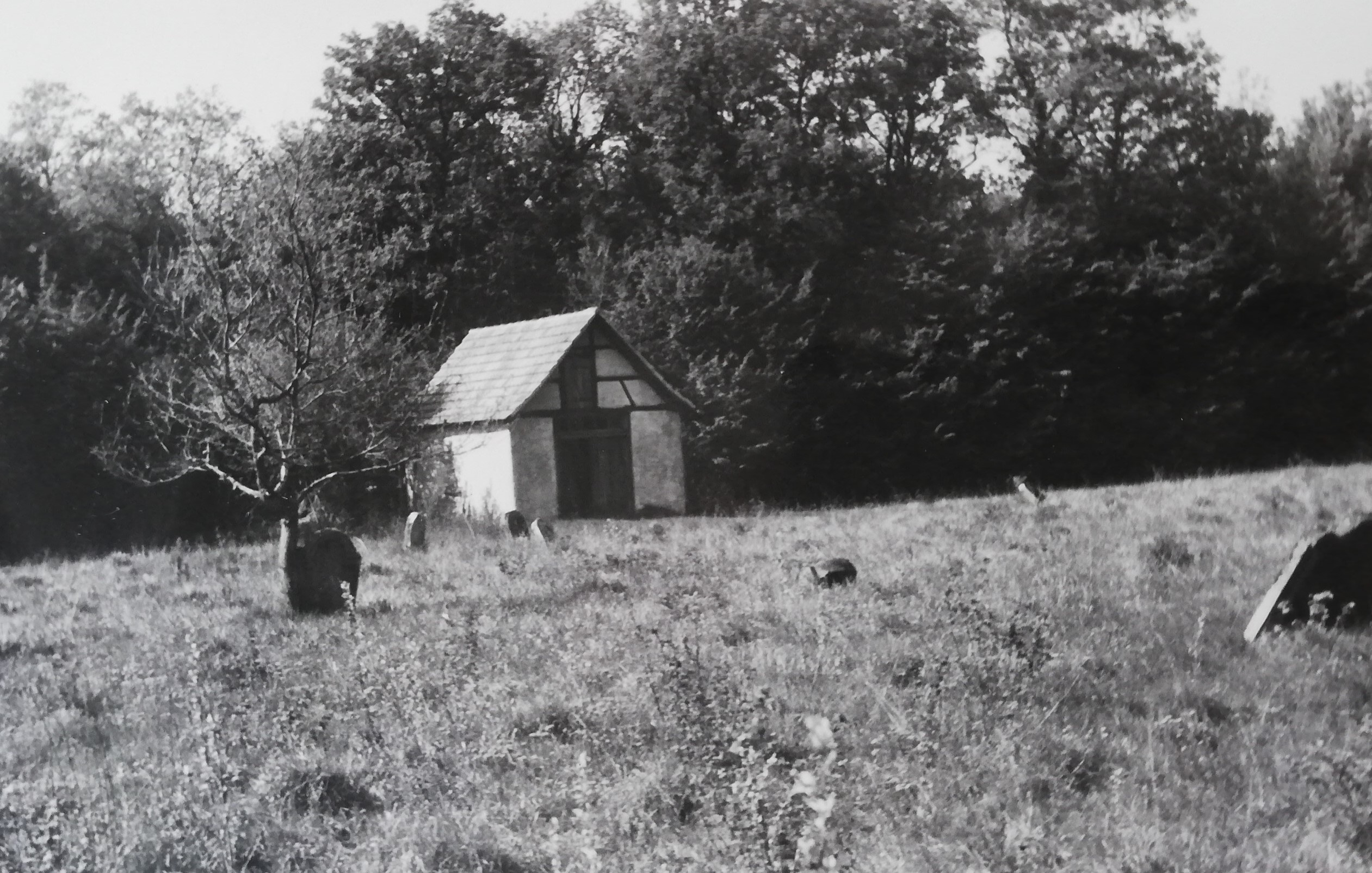
Sicht des Friedhofs in den 1950er Jahren. Foto aus der Sammlung des Jüdischen Museums der Schweiz

Der Jüdische Friedhof in Mackenheim, einer französischen Gemeinde im Département Bas-Rhin der Region Grand Est, wurde spätestens im 16. Jahrhundert angelegt. Der jüdische Friedhof ist seit 2001 als Monument historique geschützt.

## Geschichte
Der Friedhof wurde lange Zeit als Verbandsfriedhof von mehreren jüdischen Gemeinden der Umgebung belegt. Auch jüdische Gemeinden östlich des Rheins, wie auch Breisach bis zum Jahr 1755, bestatteten ihre Toten in Mackenheim. Auf dem Friedhof sind auf dem alten Teil Grabsteine von 1669 bis 1850 vorhanden. Auf dem neuen Teil finden bis heute Bestattungen statt.
Das Friedhofsgebäude und Teile des Friedhofs stehen seit 2001 unter Denkmalschutz. Auf dem Friedhof steht ein Gedenkstein zur Erinnerung an die Opfer der nationalsozialistischen Judenverfolgung.